# 4338 Velez
4338 Velez је астероид главног астероидног појаса чија средња удаљеност од Сунца износи 2,250 астрономских јединица (АЈ).
Апсолутна магнитуда астероида је 13,9.